# Khānāpur
Khānāpur är en ort i Indien.   Den ligger i distriktet Belgaum och delstaten Karnataka, i den sydvästra delen av landet, 1 500 km söder om huvudstaden New Delhi. Khānāpur ligger 674 meter över havet och antalet invånare är 17 216.
Terrängen runt Khānāpur är platt. Runt Khānāpur är det ganska tätbefolkat, med 155 invånare per kvadratkilometer. Khānāpur är det största samhället i trakten. I omgivningarna runt Khānāpur växer huvudsakligen savannskog.